# يوكي كاوامورا
يوكي كاوامورا (باليابانية: 川村 ゆきえ) (بالروماجي: Kawamura Yukie) هي عارضة اعلانات و تارينتو و ممثلة يابانية و تغني للفن الياباني ولدت في 23 يناير 1986 في مدينة أوتارو في مقاطعة هوكايدو.

## حياتها
ولدت في مدينة أوتارو و ثم بدأت باستعراضاتها في مدينة يوكوهاما في مقاطعة كاناغاوا و لاحقا في مدينة ابيكا في مقاطعة تشيبا، بدأت كفنانة استعراضية في عام 2003 و ثم بدأت بالعمل بالتمثيل سنة 2006.

## روابط خارجية
- يوكي كاوامورا على موقع IMDb (الإنجليزية)
- يوكي كاوامورا على موقع قاعدة بيانات الفيلم (الإنجليزية)
- يوكي كاوامورا على موقع كينوبويسك (الروسية)